# Józef Baka
Józef Baka, SJ, herbu Baka (ur. 18 marca 1707, zm. 2 maja 1780 w Warszawie) – polski poeta późnego baroku, jezuita, misjonarz, kaznodzieja, panegirysta i hagiograf. Obok Benedykta Chmielowskiego, Elżbiety Drużbackiej i Jędrzeja Kitowicza jeden z bardziej znanych przedstawicieli kultury czasów saskich i wczesnego okresu panowania Stanisława Augusta Poniatowskiego.

## Życie
Życie Baki jest słabo znane, nie odnaleziono też żadnego jego portretu. Urodził się 18 marca 1707. Pochodził z zamożnej rodziny szlacheckiej Litwy pieczętującej się herbem Masalski Książę III. Jego ojciec Adam był skarbnikiem mścisławskim, posesorem Śliżyna i Januszewic na Mińszczyźnie.
Do Towarzystwa Jezusowego wstąpił 16 lipca 1723, w 1735 otrzymał święcenia kapłańskie, w święto Wniebowzięcia Matki Boskiej (15 sierpnia) 1740 złożył śluby zakonne. Przed złożeniem ślubów kształcił się w Akademii Wileńskiej – niewiele wiadomo o okresie jego studiów, poza tym, że 7 maja 1736 zdał egzamin z teologii. Po złożeniu ślubów przez pięć lat uczył w różnych kolegiach jezuickich. W latach 1735–1739 wykładał w Akademii Wileńskiej retorykę.
Następnie poświęcił się pracy misjonarskiej – początkowo w misji duksztańskiej założonej przez Józefa Rudominę, rektora kolegium jezuickiego w Mińsku białoruskim. Być może od 1736 przebywał w Missio Plateriana w Krasławiu i Indrycy. Ta początkowo skromna misja, działająca od 1676, bardzo się rozwinęła, gdy Krasław stał się własnością starosty dyneburskiego Jana Ludwika Platera, dzięki hojnej donacji jego żony. Z tego okresu pochodzi pierwszy utwór literacki ks. Baki – Comitia ... honorum Ioannis Ludovici Plater, panegiryk stanowiący wyraz wdzięczności dla darczyńcy. Odtąd działalność literacka Baki wiązała się bardzo ściśle z jego działalnością misjonarską – jego twórczość miała charakter praktyczny, służyła dobru prowadzonych przez niego misji i rozkrzewianiu wiary w ogóle.
Gdy przełożeni ulokowali go w miejscowości Błoń w powiecie ihumeńskim, nakłonił ojca, by oddał mu rodzinne dobra Śliżyn i Januszewice – dobra te natychmiast w 1739 sprzedał, by założyć w Błoniu k. Bliżyna placówkę misyjną nazwaną Missio Bakana. Placówka ta posiadała własny budynek, fundusz i około pięciu misjonarzy. Ks. Baka był jej superiorem w latach 1741–1757 i rzadko ją opuszczał. Często podróżował jednak po okolicy, pozostając w żywym kontakcie z wiejską i szlachecką ludnością. Odwiedzał okoliczne wioski, jako kapelan domowy bywał w majątku Illicze. Wychowana tam późniejsza sędzina Szemeszowa (wdowa po sędzim) często później go wspominała, jako człowieka bardzo bystrego i inteligentnego, a przy tym obdarzonego rubasznym humorem. Humor ten przejawiał się także jako bardzo częste wypowiedzi wierszem.
Ostatnie lata życia spędził w Wilnie, gdzie przeniósł się z nieznanych bliżej powodów. Wiadomości o tym okresie jego życia są dość liczne, ale fragmentaryczne i nieuporządkowane. Od 1756 lub 1768 mieszkał w domu profesów przy jezuickim kościele św. Kazimierza. Prowadził aktywne życie podejmując bardzo wiele obowiązków duszpasterskich.
Wciąż widziano go przede wszystkim jako misjonarza, nie jako poetę, przy czym zyskiwał coraz większą sławę także jako orator. 18 września 1739 wygłosił w Mińsku kazanie na wystawnych uroczystościach pogrzebowych marszałka Ignacego Zawiszy. 5 lutego 1762 wziął udział w barokowy sposób teatralnych uroczystościach pogrzebowych biskupa Zienkowicza.
Nadal, choć już rzadziej, pełnił obowiązki misjonarza – w 1763 podróżował do Nowogródka jako missionarius aulicus (misjonarz dworski) wojewodziny Anny Ludwiki Radziwiłłowej. W 1765 był superiorem misji worończańskiej. Był kaznodzieją Bractwa Dobrej Śmierci przy kościele św. Kazimierza i katechetą przy tejże świątyni, a jego kazania zdobyły duże uznanie. Pełnił także (od 1766) funkcję prefekta kaplicy Bożego Ciała przy akademickim kościele św. Jana i prefekta Kongregacji Mieszczan. Po kasacie Towarzystwa Jezusowego pozostał od 1768 roku w Wilnie na stałe, a Akademia Wileńska nadała mu tytuł doktora teologii (1773). Wśród tych licznych obowiązków zwracają uwagę związki Baki z duszpasterstwem dobrej śmierci, znajdujące wyraz w całej jego twórczości.
Zmarł nagle 2 czerwca 1780 podczas pobytu w Warszawie, gdzie przybył na krótko. Nie wiadomo, co go tam sprowadziło – według dostępnych źródeł nigdy wcześniej nie opuścił Litwy. O śmierci i pogrzebie ks. Baki informowała „Gazeta Warszawska” (1780, nr. 46), określając jego śmierć jako „pobożną i przykładną”. Jest pochowany w Warszawie w jezuickim kościele Matki Bożej Łaskawej przy ulicy Świętojańskiej (w podziemiach; grób dziś nieoznakowany).

## Twórczość
Pisał po polsku i łacinie. W skład dorobku pisarskiego ks. Baki wchodzi łaciński panegiryk prozą Comitia honorum Ioannis Ludovici Plater (Wilno 1736), w którym autor dziękuje rodzinie Platerów za wsparcie jego działalności misjonarskiej. Jego kolejnymi utworami były Wielki obrońca upadłej grzeszników przed Bogiem sprawy św. Jan Francziszek Regis... (1755) i Nabożeństwo codzienne chrześcijańskie (wyd. 2, Wilno 1808; daty pierwodruku nie znamy). Szczególne znaczenie mają jego tomy religijne: Uwagi rzeczy ostatecznych i złości grzechowej (1766; egzemplarz odnalezione przez Karola Estreichera w 1936) i osobno wznowiona część druga tego zbioru – Uwagi śmierci niechybnej (z tegoż 1766 roku). Jest to skrajne spełnienie barokowej estetyki, dziś już powszechnie uznane za arcydzieło. Dzieje recepcji Uwag były dramatyczne. Dawniej uznawano je za przykład skrajnie złego smaku poetyckiego czy wprost grafomanii (cytowano chętnie w związku z tym wiersz Młodym uwaga). Dzisiaj historia literatury znajduje w twórczości Baki elementy poezji metafizycznej i porównuje go np. do Johna Donne’a. Podkreśla się też mistrzostwo Uwag jako wizjonerskiej groteski. 

## Recepcja

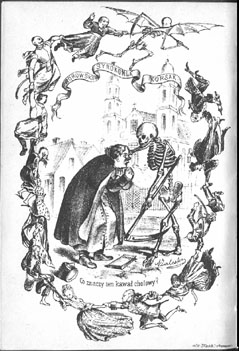
Ilustracja z książki Baka odrodzony (Wilno 1855), prześmiewającej ks. Bakę

### Comitia honorum...
Comitia honorum et aviti splendoris Joannis Ludovici Plater to wydany w 1736 w Wilnie łaciński panegiryk prozą na cześć Jana Ludwika Platera, dobroczyńcy misji jezuickich. Według Antoniego Czyża już ten pierwszy wydany przez ks. Bakę tomik jest świadectwem wirtuozerii formalnej, cechuje się sprawnością w wykonaniu praktycznego zadania pisarskiego, pewną błyskotliwością i znacznym urokiem. Debiut pisarski Baki zbudowany jest jako apostrofa do Jana Ludwika Platera, w której poeta przedstawia wizję hołdu składanego adresatowi utworu przez mityczne i historyczne istoty. Obok wizyjności w tekście zwracają uwagę także motywacja praktyczna i kunszt oratorski. Autor posługuje się retoryczną captatio benevolentiae, występując przy tym jako osoba uniżona i skromna. W panegiryku widoczna jest ostentacja, mistrzostwo i brawura w stosowaniu środków retorycznego wyrazu. Wiele jest np. symetrycznych układów słów (choćby początek utworu – słowa „comitia honorum”, i jego koniec – słowa „honorum comitia”), zagęszczonych aliteracji, personifikacji i epitetów.
Już w tym utworze widoczne są typowe dla poezji Baki problemy interpretacyjne – często związane z paradoksami recepcji utworu. Czytelnika współczesnego niepokoić może pewien amoralizm tego dzieła. Mimo szlachetnego celu, jakim jest utrzymanie misji, i mimo typowości pewnego amoralizmu dla panegiryku jako gatunku, zwłaszcza panegiryku barokowego, w utworze razić może przesada w schlebianiu adresatowi. Nazywany jest on w nim palatynem, Rzymianinem, senatorem i Konstantynem Wielkim. Hołd składa mu cały lud rzymski, rzymscy senatorowie i antyczne bóstwa. Mimo tego wrażenia przesytu i niemoralności, jakich doświadczać może czytelnik współczesny, czytelnik XVII-wieczny, przyzwyczajony do odmiennych kanonów piękna, mógł z aprobatą smakować kunszt całości. Jednak nawet mimo faktu rozbieżności współczesnej i dawnej postawy odbiorców utworu, przekracza on także wzorce barokowe. W panegirycznej przesadzie i bujności dzieła można widzieć wyraz schyłku i rozpadu samych barokowych konwencji, świadome przełamanie konwencji barokowej poprzez doprowadzenie jej do ostateczności – dlatego też Antoni Czyż uznaje twórczość Baki za literaturę dekadencką.

### Wielki obrońca upadłej grzeszników przed Bogiem sprawy...
Wielki obrońca upadłej grzeszników przed Bogiem sprawy... misjonarz św. Jan Franiszek Regis to wydany w 1755 w Wilnie utwór o charakterze hagiograficznym poświęcony św. Janowi Franciszkowi Regisowi. Świętemu poświęcona jest większość utworu, książeczka zachowuje jednak także ujawniający się w Comitia honorum... moment retoryczny. Widoczny on jest np. w szeregu rozsianych po utworze apostrof, nakłaniających czytelnika do godziwego życia i roztropnej ascezy.
W całym utworze umieszczone są Refleksje duchowne o życiu św. Jana Franciszka Regisa. Mają one formę medytacji nawiązujących do Ćwiczeń duchownych św. Ignacego Loyoli, nie tylko w metodzie, ale także w stylu, nastroju i formie. Niektóre refleksje oddalają się od osoby św. Jana Franciszka i podejmują tematykę szerszą, jak nabożeństwo do Najświętszej Maryi Panny, szczególnie akcentowane w jezuickiej duchowości Miłosierdzie Boże, pokuta, modlitwa, a nawet poznanie samego siebie.
Podobnie jak Ćwiczenia duchowne tekst stawia sobie za zadanie owładnięcie myślami i wolą odbiorcy tak, aby je przemienić. Moment retoryczny widoczny jest więc także jako apel, próba nakłonienia czytelnika słowem do uświęcenia swojego życia. Utwór należy interpretować w kontekście ignacjańskiej antropologii z jej podkreślaniem słabości i wewnętrznego rozdarcia człowieka i zarazem jego szczególnej godności. Książka jest więc rodzajem etycznego przewodnika o użytkowej funkcji, naznaczonego antropologią chrześcijańską tak, że doszukiwać się w niej można elementów personalizmu chrześcijańskiego.
Wielki obrońca oparte na duchowości ignacjańskiej „refleksje” przeplata „zabawami”. Te przeplatające „refleksje” fragmenty o charakterze ornamentacyjnym noszą tytuł Zabawa duchowna z Pisma Bożego. Konstrukcją zbliżone są do elogium, gromadzą – często niedokładne co do numeracji i treści – fragmenty z Pisma Świętego tak, by odpowiadały danej „refleksji”. Kontrastują przy tym z ich poważnym tonem i formą, gdyż cytaty biblijne dobrane są arbitralnie, rozmyślnie w ten sposób, by stanowiły barwną i błyskotliwą grę złotych myśli i cząstkowych fraz.